# NGC 27
Az NGC 27 egy spirálgalaxis az Andromeda (Androméda) csillagképben.

## Felfedezése
Az NGC 27 galaxist Lewis A. Swift fedezte fel 1884. augusztus 3-án.

## Tudományos adatok
A galaxis 7033 km/s sebességgel távolodik tőlünk.